# Six Flags Great Escape
Koordinaten: 43° 21′ 4″ N, 73° 41′ 24″ W
Six Flags Great Escape ist ein amerikanischer Freizeitpark der bekannten Freizeitparkgruppe Six Flags. Der 142 ha große Park befindet sich in Queensbury, New York, und wurde 1954 als Storytown USA eröffnet. 1983 fand die Umbenennung in Great Escape statt. Im Jahr 2022 wurde der Park in Six Flags Great Escape umbenannt.

## Attraktionen

### Achterbahnen
| Name                 | Typ                                | Hersteller                     | Eröffnungsjahr | Bemerkungen | Referenzen    |
| -------------------- | ---------------------------------- | ------------------------------ | -------------- | --- | ------------- |
| Bobcat               | Holzachterbahn, Familienachterbahn | Gravitykraft Corporation       | 2024           | | [ 2 ] [ 3 ]   |
| Canyon Blaster       | Minenachterbahn                    | Arrow Dynamics                 | 2003           | War ursprünglich von 1972 bis 1997 als Rock n' Roller Coaster (früherer Name: Timber Topper) in Opryland USA in Betrieb, anschließend befand sie sich von 1998 bis 2002 eingelagert in Old Indiana Fun-n-Water Park, bevor sie nach Great Escape kam. | [ 4 ] [ 5 ]   |
| Comet                | Holzachterbahn                     | Philadelphia Toboggan Coasters | 1994           | Ursprünglich 1948 als Comet in Crystal Beach eröffnet und fuhr dort bis 1989. | [ 6 ] [ 7 ]   |
| Flashback            | Shuttle Coaster                    | Vekoma                         | 1997           | Fuhr bis 2015 unter dem Namen Boomerang Coast to Coaster. | [ 8 ] [ 9 ]   |
| Frankie's Mine Train | Familienachterbahn                 | Zamperla                       | 2005           | Fuhr bis 2010 unter dem Namen Road Runner Express. | [ 10 ] [ 11 ] |
| Steamin' Demon       | Stahlachterbahn mit Inversionen    | Arrow Dynamics                 | 1984           | Ursprünglich 1978 als Ragin' Cajun in Pontchartrain Beach eröffnet und fuhr dort bis 1983. | [ 12 ] [ 13 ] |

#### Ehemalige Achterbahnen
| Name                           | Typ              | Hersteller  | Eröffnungsjahr | Schließungsjahr | Bemerkungen | Referenzen |
| ------------------------------ | ---------------- | ----------- | -------------- | --------------- | --- | ---------- |
| Alpine Bobsled                 | Bobachterbahn    | Intamin     | 1998           | 2023            | Ursprünglich 1984 als Sarajevo Bobsled in Six Flags Great Adventure eröffnet und fuhr dort bis 1988. Von 1989 bis 1995 wurde sie als Rolling Thunder in Six Flags Great America betrieben, befand sich dann aber noch eingelagert bis 1997 im Park. | [ 14 ]     |
| Italian Roller Coaster         | Zyklon           | unbekannt   | 1971           | 1988            | | [ 15 ]     |
| Nightmare at Crack Axle Canyon | Dunkelachterbahn | Schwarzkopf | 1999           | 2006            | Ursprünglich zwischen 1968 und 1972 als Jet Star in Beech Bend eröffnet und fuhr dort bis 1984. In den Jahren 1985 und 1986 befand sie sich ebenfalls unter dem Namen Jet Star in Noble Park Funland. In Kentucky Kingdom befand sie sich als Starchaser von 1987 bis 1995 und von 1996 bis 1998 als Nightmare At Phantom Cave in Six Flags Darien Lake. | [ 16 ]     |